# Spartak Subotica (femenino)

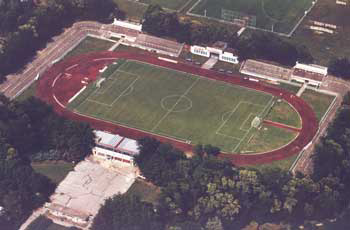
Estadio municipal de Subotica en el que juegan el Spartak Subotica femenino

El ZFK Spartak Subotica es la sección femenina del Spartak Subotica, un club serbio de fútbol. Viste a franjas blanquicelestes, y juega en la Primera División serbia, en el Estadio Municipal de Subotica.
Se fundó en 1970, y en 1975 ganó la primera liga yugoslava. Tras 36 años de sequía, desde 2011 ha ganado tres ligas y dos copas. En la Liga de Campeones no ha pasado de los dieciseisavos de final.

## Títulos
- 4 Ligas: 1975, 2011, 2012, 2013
- 2 Copas: 2012, 2013

## Futbolistas

### Plantilla 2013-14
- Porteras: Ljiljana Gardijan, Ana Ivanov
- Defensas: Marija Ilic, Tijana Krstic,  Claudine Meffometou, Nikoleta Nikolic, Vajda Orsolya,  Zeljka Radanovic, Violeta Slovic
- Centrocampistas: Nevena Damnjanovic, Sanda Malesevic,  Milena Nikolic, Aleksandra Savanovic, Violeta Stojanovic, Duska Zivkovic
- Delanteras: Anja Adamov, Jelena Cubrilo, Jelena Marenic,  Josée Nahi,  Tia N'Rehy

Entrenador: Boris Arsic